# Antalya
 Ovo je glavno značenje pojma Antalya. Za pokrajinu u kojoj se ovaj grad nalazi pogledajte Antalya (pokrajina).
Antalya je grad smješten na jugozapadnoj mediteranskoj obali Turske. Glavni je grad pokrajine Antalya. Antalya je prema popisu iz 2019. imala 1 344 000 stanovnika. Ima mediteransku klimu i poznata je kao turističko odredište.
Grad je prvotno naselila oko 200 godina pr. Kr. dinastija Atalidi, a nedugo nakon toga osvajaju ga Rimljani. Grad je 1207. godine pao u ruke Bizantskog carstva da bi 1391. godine postao dio Osmanskog Carstva. Nakon Prvog svjetskog rata grad je pao pod kontrolu talijana, ali je pod tursku kontrolu vraćen tijekom rata za neovisnost. 
Antalya je najveće tursko međunarodno morsko odmaralište, a turska vlada aktivno sudjeluje u potporama i razvoju turističke ponude. Godine 2014. kroz grad je prošlo rekordnih 12,5 milijuna turista iz cijeloga svijeta.

## Sport
Antalyaspor je nogometni klub iz Antalye. Svoje utakmice igra na Antalya Stadyumu.

## Gradovi prijatelji
- Bat Yam, Izrael
- Čeboksari, Rusija
- Famagusta, Cipar
- Kazan, Rusija
- Nürnberg, Njemačka
- Rostov na Donu, Rusija
- Taldikorgan, Kazahstan

## Poznati ljudi iz Antalye
- Cafercan Aksu, nogometaš
- Coşkun Göğen, glumac
- Deniz Baykal, političar
- Deniz Seki, glazbenik
- Levent Yüksel, glazbenik
- Michael Attaliates, pisac i povjesničar
- Onat Kutlar, pisac
- Özgürcan Özcan, nogometaš
- Rüştü Reçber, nogometaš
- Sveti Nikola, svetac
- Sümer Tilmaç, glumac
- Tarık Akıltopu, arhitekt, pisac i povjesničar

## Vanjske poveznice
- Antalya - službene stranice